# Ludovic de Casoria
Ludovic de Casoria, dans le siècle Arcangelo Palmentieri, né le 11 mars 1814 à Casoria et mort le 30 mars 1885 à Naples, est un franciscain réformé italien ayant marqué le milieu religieux italien de son époque, notamment par ses conseils et par la multiplicité de ses œuvres, et notamment par la fondation des Franciscaines élisabéthaines. Il est vénéré comme saint par l'Église catholique.

## Biographie
Il naît à Casoria, près de Naples, troisième enfant de Vincenzo Palmentieri, tavernier, et de son épouse Candida. Le couple est très religieux. Après un apprentissage de charpentier, il entre à dix-huit ans au noviciat des Frères mineurs déchaussés du couvent San Giovanni del Palco de Taurano, dans la province d'Avellino. Il poursuit ses études au couvent Sant'Antonio d'Afragola, puis au couvent Sant'Angelo de Nole et au couvent San Pietro ad Aram de Naples.
Il est ordonné prêtre le 4 juin 1847 et enseigne la philosophie et les mathématiques dans différents établissements de son ordre. Mais quelques mois plus tard il est l'objet d'une expérience mystique qui va bouleverser sa vie, alors qu'il prie devant le Saint-Sacrement à l'église San Giuseppe dei Ruffi. Il est convaincu de s'engager dans des œuvres charitables.
Il s'ouvre à différentes personnes issues de milieux culturels et politiques très variés, parmi lesquelles des libéraux et même des athées. Il lance des fondations d'enseignement de culture religieuse et des maisons d'accueil pour vieillards.

## Œuvres
Avec le placet et l'aide de Ferdinand II, il réussit à sauver de l'esclavage des enfants de couleur du Caire et d'Alexandrie, et leur fait donner une éducation chrétienne, jusqu'à les former pour certains comme de futurs missionnaires. Il se fait aider de tertiaires franciscains dont quelques-uns sont à l'origine avec lui des frères de la Charité bigiens. Les sœurs bigiennes élisabéthaines, fondées en 1962, poursuivent le charisme de Ludovic de Casoria.
Il ouvre à Naples l'institut La Palma qui est une infirmerie-pharmacie pour les frères de la province franciscaine et pour les prêtres pauvres du Tiers-Ordre. L'institut existe toujours, comme établissement d'enseignement pour la jeunesse du rione Sanità. Il installe à Assise l'institut séraphique, pour garçons sourds ou aveugles. Cet institut aussi existe toujours. Il ouvre en 1862 une œuvre pour la jeunesse défavorisée, l'Opera degli Accatoncelli, transférée en 1872 à la maison Saint-Raphaël.

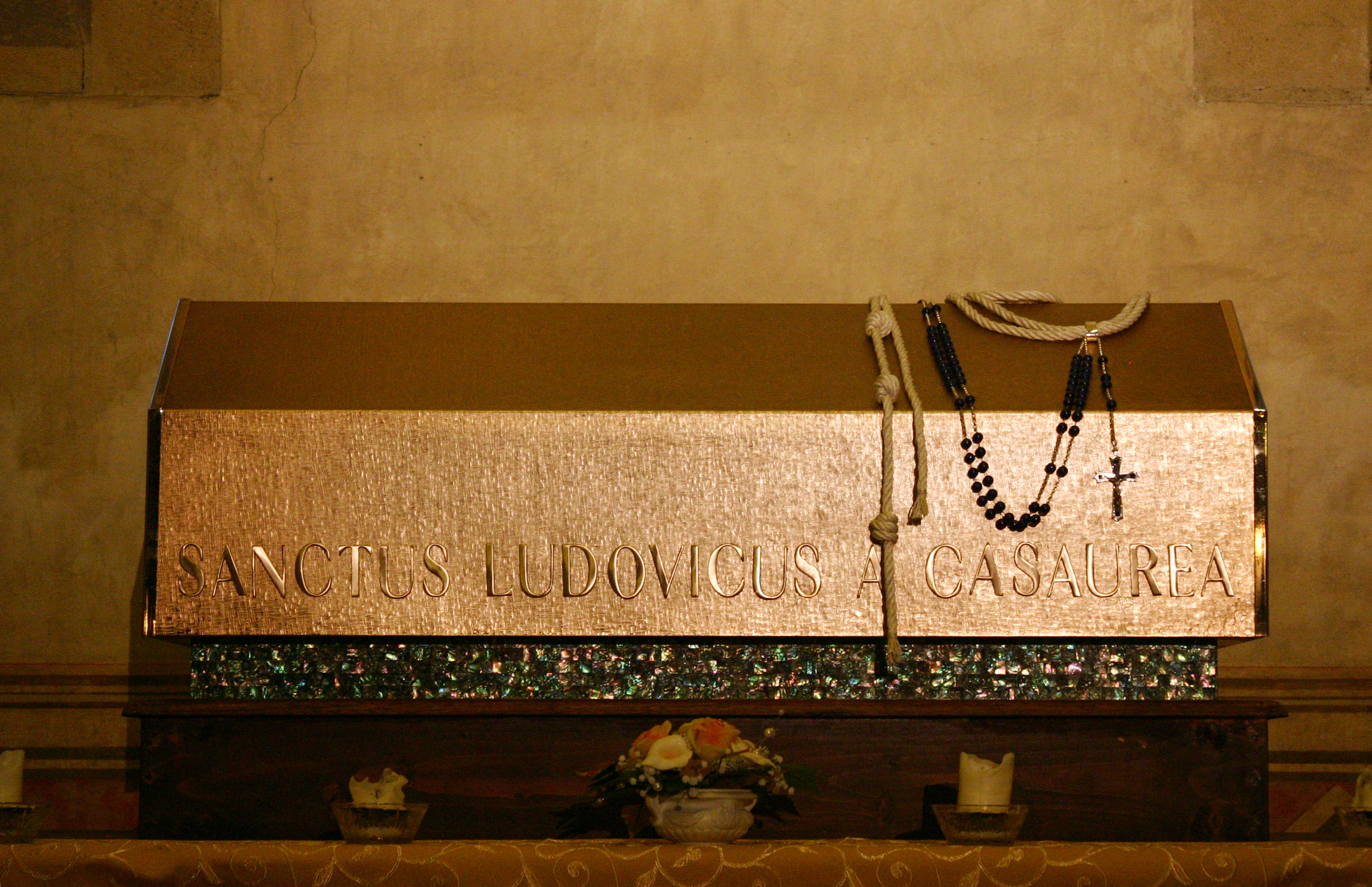
Sa tombe à la basilique Santa Chiara de Naples.

Saint Ludovic de Casoria se fait aider par Catherine Volpicelli (canonisée en 2009), femme d'une grande énergie et dévote au Sacré-Cœur, qui le fait entrer en relation avec saint Daniel Comboni, saint Hannibal-Marie de Francia (fondateur des rogationnistes), sainte Julie Salzano, sainte Adélaïde Brando (fille spirituelle de Ludovic de Casoria, future fondatrice), ou encore le bienheureux Rosmini, etc. Il deviendra une personnalité de premier plan dans le milieu religieux italien.
Avant de mourir, il confie son œuvre des enfants de couleur aux frères bigiens. D'abord enterré dans la chapelle de l'hospice marin Padre Ludovico da Casoria (it) du quartier Pausilippe, ses restes seront transférés à la basilique Santa Chiara de Naples afin d'être exposé à la vénération des fidèles.

## Béatification et canonisation
La cause pour sa béatification débute dès 1893, avant d'être envoyée à Rome en 1906 pour y être étudiée par le Saint-Siège. Le 13 février 1964 le pape Paul VI reconnaît l'héroïcité de ses vertus et le déclare vénérable.
Après la reconnaissance d'un premier miracle obtenu par son intercession, Ludovic de Casoria est proclamé bienheureux par le pape Jean-Paul II le 18 avril 1993, place Saint-Pierre à Rome.
Le second miracle indispensable à la canonisation est reconnu comme authentique le 15 avril 2014 par la commission du Saint-Siège. Il est ainsi proclamé saint le 23 novembre 2014 par le pape François.